# جامعة العاشر من رمضان
جامعة العاشر من رمضان، جامعة مصرية مقرها مدينة العاشر من رمضان في محافظة الشرقية، أنشئت بموجب قرار جمهوري لسنة 2009، واُلغيت عام 2013.

## كليات الجامعة
كانت تضم الجامعة كليتين هم:
- كلية الهندسة.
- كلية الصيدلة.